# 圣叙尔皮斯 (曼恩-卢瓦尔省)
圣叙尔皮斯（法語：Saint-Sulpice，法語發音：[sɛ̃ sylpis] ⓘ）是法国曼恩-卢瓦尔省的一个旧市镇，属于昂热区。2016年1月1日，圣叙尔皮斯和相邻的布莱松-戈耶合并为新市镇布莱松-圣叙尔皮斯。

## 地理
圣叙尔皮斯（47°24'0"N, 0°25'2"W）面积2.9 平方千米，位于法国卢瓦尔河地区大区曼恩-卢瓦尔省，该省份为法国西部内陆省份，大致对应安茹地区，北起顺时针与马耶讷省、萨尔特省、安德尔-卢瓦尔省、维埃纳省、德塞夫勒省、旺代省、大西洋卢瓦尔省和伊勒-维莱讷省接壤。
与圣叙尔皮斯接壤的市镇（或旧市镇、城区）包括：拉达格尼耶尔、卢瓦尔河畔圣萨蒂南。
圣叙尔皮斯的时区为UTC+01:00、UTC+02:00（夏令时）。

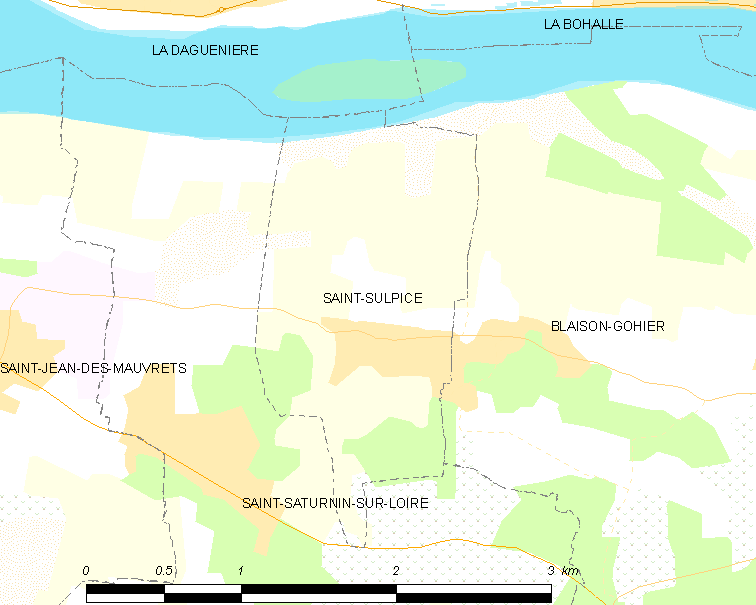
圣叙尔皮斯的OSM定位图

## 行政
圣叙尔皮斯的邮政编码为49320，INSEE市镇编码为49322。

## 政治
圣叙尔皮斯所属的省级选区为莱蓬德塞县。

## 人口

1962-2008年间圣叙尔皮斯人口变化图示

圣叙尔皮斯于2018年1月1日时的人口数量为198人。